# Häxprocessen på Rugård
Häxprocessen på Rugård utspelade sig på herrgården Rugård och i det närbelägna Ebeltoft på Jylland. Det var den största häxprocessen i Danmark sedan Häxprocessen på Rosborg 1639. Fallet ledde till en lag som förbjöd verkställandet av dödsstraff för trolldom utan bekräftelse av Högsta domstolen.
År 1683 inträffade den första häxprocessen i Danmark sedan 1652, något som utlöste en häxhysteri i landet. I september 1685 ställdes en kvinna vid namn Mette inför rätta i Ebeltoft. Hon anklagades för att ha förorsakat en rad hästars död bland sina grannar. Hästarna hade dött utan synbar orsak. Grannarna hävdade att Mette året innan hade utlovat hämnd för att de nekat henne hjälp. Mette placerades sedan i fängelsekällaren på slottet Rugård. Vid jul gästades slottsherren Jørgen Arenfeldt av tre lokala präster. Tillsammans utsatte de Mette för ett privat förhör. Med samtycke av landsdomare Lerche blev Mette dömd till döden och avrättad. I februari 1686, kort efter Mettes avrättning, fortsatte byfogden Hans Jacobsen processen med att arrestera två misstänkta i Ebeltoft. De misstänkta utsattes för vattenprovet, dömdes till döden och brändes på bål. På Rugård fortsatte även Jørgen Arenfeldt sin process. Han lät förhöra Gye Nielsdatter, som dömdes till bålet i mars. Gye Nielsdatter avlade en bekännelse om häxkompanier, djävulsmärke och pakt och angav flera medbrottslingar under inflytande av Arenfeldts och prästernas hjärtvätt och Lerches ledande frågor. Arenfeldt fick sedan Anne Sørensdatter, som sades vara synsk, och hennes mor dömd till bålet, trots att de befann sig utanför domstolens jurisdiktion. Samtidigt blev dock två misstänkta från Ebeltoft frikända när domaren i Viborg vägrade fastställa domen.
Exakt hur processen i Ebeltoft och på Rugård hängde ihop är svårt att klarlägga. Båda processerna bröt dock mot lagen genom sina privata förhör,  olovlig tortyr, vattenprov och nålprov och de ovanligt aktiva prästerna, som övertygade de anklagade om deras skuld med teologiska argument. Dessutom användes handboken Malleus Malleficarum, något som annars var ovanligt i danska häxprocesser. Arenfeldts förföljelser orsakade en våg av häxprocesser på östra Jylland under 1686.
Jørgen Arenfeldt hade med hjälp av Anne Sørensdatter fått en rad namn på medbrottslingar. Bland dessa namn fanns också flera makthavare, som tvingade Arenfeldt till ett möte i Åhus 14 juli. Den 21 juli 1686 utfärdades en lag om att alla dödsdomar för trolldom måste bekräftas av högsta domstolen innan de kunde verkställas. Detta beslut stoppade häxjakten. I september dömdes Arenfeldt för att ha fått namnen av Anne Sørensdatter med hjälp av olaglig tortyr, bötfälldes och fråntogs sin privata domsrätt i november. I början av 1687 hade alla häxprocesser i Jylland avstannat på grund av de nya bestämmelserna.